# Jessica Alba
Jessica Marie Alba, ameriška filmska in televizijska igralka, * 28. april 1981, Pomona, Kalifornija, Združene države Amerike.
S svojo kariero je Jessica Alba pričela pri trinajstih, ko je zaigrala v filmu Camp Nowhere (1994) in televizijski seriji Tajni svet Alex Mack (1994). Zaslovela je s televizijsko serijo Temni angel, ki so jo vrteli med letoma 2000 in 2002. Za svojo vlogo v tej seriji je bila nominirana za zlati globus. Kasneje se je pojavila v različnih filmih, kot so Cukrček (2003), Mesto greha (2005), Fantastični štirje (2005), V nevarni modrini (2005), Fantastični štirje: Prihod srebrnega letalca (2007), Predzakonske zdrahe (2007), Valentinovo (2010), Morilec v meni (2010), Mačeta (2010) in Njuna družina (2010). Za svoja dela je prejela tudi nagrade, kot so Alma Awards, TV Guide Awards, Teen Choice Awards in Saturn Awards.
Jessico Alba obravnavajo kot seks simbol in mediji ji pogosto namenijo pozornost zaradi njenega videza. Uvrstila se je na mnogo lestvic najprivlačnejših žensk, med drugim tudi na seznam revije Maxim, »najprivlačnejših 100«, leta 2006 pa tudi na seznam »99 najbolj zaželenih žensk« spletne strani AskMen.com. Leta 2007 so jo bralci revije FHM izglasovali za »najprivlačnejšo žensko na svetu«. Zaradi uporabe njene fotografije na naslovnici revije Playboy je urednike revije tožila, a so tožbo nazadnje opustili.

## Zgodnje življenje
»Nikamor nisem sodila. Nisem bila bela. Nisem spadala k latinskim Američanom, ker nisem bila dovolj latinska. Nisem znala govoriti špansko, ker moj dedek tega svojih otrok ni naučil. Ni si želel, da bi se počutili drugačne.«

Jessica Alba o odraščanju v Los Angelesu
Jessica Marie Alba se je rodila v Pomoni, Kalifornija, Združene države Amerike kot hči Catherine (rojena Jensen) in Marka Albe. Njena mama ima danske in francosko-kanadske korenine, njen dedek po očetovi strani pa je bil Mehičan. Ima mlajšega brata Joshuo. Zaradi kariere njenega očeta pri vojnem letalstvu je družina živela v Biloxiju, Mississippi in Del Riu, Teksas in šele, ko je dopolnila devet let, se je njena družina ustalila v Kaliforniji. Jessica Alba je svojo družino označila za »zelo konzervativno družino - tradicionalno, katoliško, latino-ameriško družino,« samo sebe pa je opisala kot zelo liberalno; dejala je, da se je imela že pri petih letih za feministko.
Njeno zgodnje življenje so zaznamovale številne fizične nastave. Štiri- do petkrat letno je zaradi slabih pljuč zbolela za pljučnico, imela pa je tudi nekaj pretrganih kit ter tonzilarno cisto. V šoli je bila izolirana od drugih otrok, saj je bila velikokrat v bolnišnici in je nihče ni poznal dovolj dobro, da bi se spoprijateljil z njo. Že v otroštvu se je bojevala tudi z astmo. Sama je dejala, da je k izoliranosti od njenih vrstnikov pripomoglo tudi nenehno seljenje. Jessica Alba je v otroštvu trpela tudi za obsesivno-kompulzivno motnjo. Srednjo šolo je končala pri šestnajstih in se kmalu pridružila gledališki skupini Atlantic.

## Kariera

### Začetek kariere (1992–1998)
»V življenju mi večine stvari niso prinesli na pladnju. Bila sem na dnu sistema v svojem razredu. A bila sem pametna. Nikoli nisem počela tistega, kar so mi naročili. Podvomila sem v vse, zato zares ni čudno, da sem z delom pričela že pri dvanajstih.«

Jessica Alba o začetku svoje kariere
Jessica Alba je zanimanje za igranje pokazala že pri petih letih. Leta 1992 je pri enajstih s svojo mamo odšla na igralsko tekmovanje v Beverly Hillsu, Kalifornija. Na tekmovanju je zmagala in za nagrado se je lahko pričela zastonj udeleževati učnih ur igranja. Devet mesecev kasneje je podpisala pogodbo s svojim prvim agentom. Svoj filmski prvenec je posnela leta 1994, ko je zaigrala Gail v filmu Camp Nowhere. Na začetku so jo za snemanje najeli za dva tedna, a ko je glavna igralka vlogo zavrnila, so jo najeli za dva meseca in izbrali za glavno vlogo.
V naslednjih letih se je Jessica Alba pojavila v reklamah za podjetja Nintendo in J.C. Penney. Nato so jo vključili v razne neodvisne filme. Leta 1994 je dobila stransko vlogo razvajene Jessice v Nickelodeonovi televizijski seriji Tajni svet Alex Mack. Nato je v prvih dveh sezonah serije Flipper igrala Mayo. Pod nadzorom njene matere, reševalke z vode, se je Jessica Alba plavati naučila še preden je znala hoditi in naredila izpit za potapljanje in svoje veščine je pokazala pri snemanju te serije v Avstraliji.
Leta 1998 je zaigrala Melisso v epizodi prve sezone kriminalne drame Stevena Bochca, Brooklyn South. Istega leta se je kot Leanne pojavila v televizijski seriji Beverly Hills, 90210 in kot Layla v seriji The Love Boat: The Next Wave.

### Preboj (1999–2007)
Leta 1999 je Jessica Alba zaigrala v komediji Randyja Quaida, P.U.N.K.S.. Potem, ko je končala srednjo šolo, se je z Williamom H. Macyjem in njegovo ženo, Felicity Huffman, pridružila gledališki skupini Atlantic, skupini, ki sta jo ustanovila William H. Macy in s Pulitzerjovo nagrado nagrajen scenarist in filmski režiser David Mamet.
Jessica Alba je v Hollywoodu pritegnila pozornost leta 1999, ko je poleg Drew Barrymore zaigrala v romantični komediji Prvi poljub ter ob Devonu Sawi zaigrala v grozljivi komediji Idle Hands.
Zaslovela pa je šele leta 2000, ko jo je scenarist in režiser James Cameron med 1.200 kandidati izbral za vlogo genetsko zgrajene super-vojakinje Max Guevara v Foxovi znanstveno-fantastični televizijski seriji Temni angel. V seriji, ki jo je napisal James Cameron, je igrala glavno vlogo in vrteli so jo dve sezoni, do leta 2002. Jessico Albo so za njen nastop v seriji kritiki zelo hvalili in prislužila si je celo nominacijo za zlati globus. Kasneje je Jessica Alba razkrila, da je med snemanjem serije zbolela za anoreksijo.
Jessica Alba je za svojo vlogo v seriji Temni angel prejela tudi veliko pozornosti občinstva. Za svoj nastop v filmu je prejela nagrado Teen Choice Award v kategoriji za »izbiro televizijske igralke« ter nagrado Saturn Award v kategoriji za »najboljšo igralko«. Poleg tega je bila v letih 2001 in 2002 nominirana za dve nagradi Alma Awards v kategoriji za »izstopajočo igralko v televizijski seriji«, leta 2001 za nagrade Young Artist Award in TV Guide Award, leta 2002 pa za nagrade Saturn Award, Kids' Choice Award in Teen Choice Award.
Jessica Alba je leta 2003 zaigrala v enem izmed svojih najslavnejših filmov, Cukrček, v katerem je upodobila mlado plesalko in koreografinjo. Leta 2005 je zaigrala eksotično plesalko v filmu Mesto greha. Istega leta je poleg Paula Walkerja, Ashley Scott in Scotta Caana zaigrala tudi v filmu V nevarni modrini. Poleg tega je ob Michaelu Chiklisu, Ioanu Gruffuddu, Chrisu Evansu, Julianu McMahonu, Marii Menounos, Kerry Washington in Hamishu Linklaterju zaigrala Sue Storm, Nevidno bejbo v filmu Fantastični štirje, filmski upodobitvi istoimenskih Marvelovih stripov. Svojo vlogo v tem filmu je upodobila tudi v nadaljevanju filma, Fantastični štrije: Prihod Srebrnega letalca, leta 2007.
S svojimi filmi se je Jessica Alba priljubila občinstvu, ki so ji podelili nagrado MTV Movie Award v kategoriji za »najprivlačnejši nastop« za svoj nastop v filmu Mesto greha. Kakorkoli že, filmski kritiki so njeno igranje kritizirali in za njene nastope v filmih Mesto greha, Awake, Predzakonske zdrahe ter Fantastični štrije: Prihod Srebrnega letalca so jo leta 2006 nominirali za zlato malino v kategoriji za »najslabšo igralko«. Leta 2005 je bila nominirana za isto nagrado za svoje nastope v filmih Fantastični štirje in V nevarni modrini.
Leta 2007 je ob Danea Cooka in Dana Foglerja zaigrala v filmu Predzakonske zdrahe. Film je izšel 21. septembra 2007. Kljub temu, da je tako film kot nastop Jessice Albe v slednjem prejel zelo slabe ocene s strani filmskih kritikov, je bil film Predzakonske zdrahe finančno precej uspešen, saj je samo v Združenih državah Amerike zaslužil 35 milijonov $, v tujini pa še dodatnih 24 milijonov $. Že v prvem tednu od izida je postal drugi najbolje prodajani film tistega tedna. Za svoj nastop v filmu je Jessica Alba poleg nominacije za »najslabšo igralko« skupaj z Daneom Cookom prejela tudi nominacijo za »najslabši par«. Leta 2006 je vodila podelitev nagrad MTV Movie Awards, kjer je izvedla razne skeče, v katerih se je norčevala iz filmov, kot so King Kong (2005), Misija: Nemogoče 3 (2006) in Da Vincijeva šifra (2006).
V tistem času sta Jessico Albo pričela zastopati agenta talentov Patrick Whitesell in Brad Cafarelli, ki jo zastopata še danes.

### Njuna družinain zdajšnji projekti (2008 - danes)
Jessica Alba je februarja 2008 vodila podelitev nagrad Saturn Awards.
Leta 2008 je Jessica Alba posnela svojo prvo pomembnejšo grozljivko, Oko, različici istoimenske hongkonške grozljivke. Film so izdali 1. februarja 2008 in čeprav mu kritiki niso dodelili pozitivnih ocen, so Jessici Alba dodelili mešane ocene. Za svojo vlogo je prejela nagrado Teen Choice Award v kategoriji za »izbiro filmske igralke: Grozljivka/Triler« ter nominacijo za zlato malino v kategoriji za »najslabšo igralko«. Še istega leta je poleg Mikea Myersa in Justina Timberlakea zaigrala v finančno izredno uspešnem filmu Ljubezenski guru ter bila ponovno nominirana za zlato malino v kategoriji za »najslabšo igralko«.
Pozno leta 2008 je podpisala pogodbo za igranje glavne vloge v filmu An Invisible Sign of My Own. Film so prenehali snemati novembra tistega leta. Trenutno je film v post-produkciji in nameravajo ga izdati leta 2011.
Leta 2009 ni izdala nobenega novega filma. Nato je Jessica Alba poleg Kate Hudson in Caseyja Afflecka zaigrala poleg filmski upodobitvi knjige Morilec v meni. V filmu je zaigrala Joyce Lakeland, prostitutko. Film je izšel leta 2010.
Istega leta je izdala romantično komedijo Valentinovo, film, v katerem so poleg nje zaigrali še Julia Roberts, Anne Hathaway, Jessica Biel, Emma Roberts, Ashton Kutcher, Taylor Swift, Taylor Lautner in Jennifer Garner. Film je izšel 12. februarja 2010. Še istega leta je izdala še dva filma. Prvi, Njuna družina, je bilo nadaljevanje uspešnic Njeni tastari (2000) in Njegovi tastari (2004). V drugem, Mačeta, je zaigrala posebno agentko Sartano Rivero poleg Dannyja Treja, Lindsay Lohan, Stevena Seagala, Michelle Rodriguez, Dona Johnsona, Roberta De Nira, Cheech Marin in Jeffa Faheyja. Istega leta je prejela svojo prvo zlato malino, in sicer v kategoriji za najboljšo stransko igralko v filmih Valentinovo, Njuna družina, Morilec v meni in Mačeta. Poleg tega se je tistega leta pojavila tudi v ameriški komični oddaji Saturday Night Live, natančneje v epizodi, ki jo je gostil Jeff Bridges.
Avgusta 2010 so oznanili, da bo Jessica Alba zaigrala v filmu Mali vohuni 4. V filmu bo zaigrala Marisso Wilson. Poleg tega bo leta 2012 izdala animirani film Escape from Planet Earth, v katerem bo zaigrala Leno. V filmu, ki ga bo režiral Callan Brunker, bosta poleg nje zaigrala še Sarah Jessica Parker in Brendan Fraser.

## Javna podoba
Leta 2001 je Jessica Alba zasedla prvo mesto na seznamu »najprivlačnješih 100« revije Maxim. O tem je povedala: »Trenutno lahko izrabljam svojo seksualnost, saj jo uporabljam tako, da ljudem to ugaja.« Leta 2005 se je Jessica Alba uvrstila na seznam »50 najlepših ljudi na svetu« revije People, kjer se je ponovno pojavila leta 2007. Leta 2002 so Jessico Albo na spletni strani Hollywood.com imenovali za peto najprivlačnejšo žensko zvezdnico, zasedla pa je tudi četrto mesto na lestvici 10 najboljših znanstvenofantastičnih punc, šesto mesto na FHM-jevi lestvici najprivlačnejših deklet ter dvanajsto mesto na seznamu 102 najprivlačnejših žensk na svetu revije Stuff. Leta 2005 je zasedla peto mesto na seznamu »najprivlačnejših 100« revije Maxim.
Marca 2006 so na naslovnici revije Playboy objavili Jessico Albo in jo imenovali za zvezdnico seksa leta ter eno izmed petindvajsetih najprivlačnejših slavnih. Jessica Alba je bila vpletena v sporen postopek proti reviji Playboy za uporabo njene fotografije na naslovnici (sicer je bila promocijska fotografija filma V nevarni modrini) brez njenega privoljenja, saj naj bi nekateri to napačno interpretirali in da so njeni oboževalci mislili, da se je »slekla za revijo«. Kakorkoli že, tožbo je opustila po tem, ko je prejela osebno opravičilo lastnika revije Playboy, Hugha Hefnerja, ki je kasneje doniral nekaj denarja dobrodelnim organizacijam, ki jih igralka podpira.
Ko so se v javnosti pojavile govorice o enaindvajsetletni Kitajki, ki želi oditi na plastično operacijo, da bi bila bolj podobna Jessici Albi in se tako pobotala s svojim bivšim fantom, je Jessica Alba dejala, da meni, da se za parterja ženske ne bi smele spreminjati.
Leta 2003 je Jessica Alba zasedla tretje mesto na seznamu kanala E!, 101 najprivlačnejše slavno telo. Leta 2006 so jo bralci spletni strani AskMen.com izbrali za najbolj zaželeno žensko, naslednjega leta pa je zasedla drugo mesto na seznamu »najprivlačnejših 100« revije Maxim. Junija 2008 se je pojavila na naslovnicah revij GQ in In Style, maja leta 2007 pa jo je z osmimi milijoni glasovi revija FHM imenovala za najprivlačnejšo žensko na svetu. Jessico Albo se obravnava kot eno izmed najprivlačnejših žensk na svetu in tudi leta 2008 se je uvrstila na seznam »najprivlačnejših 100« revije Maxim. Leta 2007 je zasedla prvo mesto na seznamu latvijske različice revije FHM najprivlačnejših deklet. Tistega leta je zasedla tudi četrto mesto na seznamu »100 najprivlačnejših filmskih zvezdnic« revije Empire. Leta 2006 in 2007 so jo bralci norveške revije FHM izbrali za najprivlačnejšo žensko na svetu. Leta 2009 so jo vključili na Camparijev koledar. Campari je objavil 9.999 izvodov koledarja z Jessico Albo in na fotografijah v koledarju pozira, oblečena v kopalke in obuta v čevlje z visokimi petami. Leta 2008 je zasedla štiriintrideseto mesto na seznamu »najprivlačnejših 100« revije Maxim ter drugo mesto na seznamu »najprivlačnejših žensk s televizije« revije Wizard, revija GQ pa jo je imenovala za eno izmed petindvajsetih najprivlačnejših žensk filma vseh časov. Jessica Alba je edina ženska, ki se je na seznam »najprivlačnejših 100« revije Maxim uvrstila v vseh letih od začetka objavljanja, med letoma 2000 in 2011.

»Mislim, da obstajajo ambiciozna dekleta, ki bi naredila vse, da bi postala slavna in mislijo, da so moški v tem poslu navajeni, da ženske to počnejo. Čeprav ljudje morda mislijo drugače, sama nisem nikoli izrabljala svoje seksualnosti. To ni zame. Ko sem na kakšnem sestanku, vam povem, zakaj me najeti, kaj vam lahko ponudim, kako dobro lahko kaj zaigram, nikoli pa ne rečem: 'Lahko boste spali z mano.' To pač ni v moji naravi.«

Jessica Alba o svojem videzu in filmski karieri
Jessica Alba je izrazila strah pred tem, da bi jo obravnavali kot slabo igralko, ki se pri igranju zanaša samo na svoj videz, zaradi njenih likov. Dodala je: »Mislim, da se to ne dogaja Natalie Portman.« V nekem intervjuju je Jessica Alba dejala, da si želi, da bi jo jemali resno tudi kot igralko, a meni, da bo za to morala posneti tudi nekaj filmov, ki jih sicer ne bi, in upa, da bo čez nekaj časa postala bolj previdna ob izbiranju svojih filmskih projektov. Dejala je tudi, da se v filmu nikoli ne bi slekla. Na snemanju filma Mesto greha sta ji režiserja Frank Miller in Robert Rodriguez predlagala, da bi posnela prizor, v katerem bi bila gola, vendar ju je zavrnila in razložila: »Ne snemam golih prizorov. Mogoče sem zato slaba igralka. Mogoče me zato ne bodo najeli. A bilo bi pretežko.« O škandaloznih fotografijah, ki jih je posnela za revijo GQ, je povedala: »Niso želeli, da bi nosila spodnje hlačke za starke, a dejala sem jim: 'Če bom na fotografijah zgoraj brez, moram nositi spodnje hlačke za starke.'«

## Zasebno življenje

### Vera
»Imam lastna duhovna prepričanja, a nisem del nobene organizirane religije. Mislim, da je vera nekaj zelo posebnega in stvar vsakega posameznika.«

Jessica Alba o svojih verskih prepričanjih
Jessico Albo so v najstniških letih vzgajali v katoliški veri a sama je dejala, da je cerkev zapustila po štirih letih, saj je menila, da so jo obsojali zaradi njenega videza: »Starejši moški so me osvajali in moj duhovnik mi je dejal, da je to zato, ker nosim provokativne obleke, vendar jih nisem. Zdelo se mi je, da me krivijo zato, ker sem všeč nasprotnemu spolu in pričela sem se sramovati svojega ženskega telesa.«
Jessica Alba cerkev obsoja tudi zaradi prepovedi seksa pred poroko in homoseksualnosti ter pomanjkanja ženskih vzornic v Svetem pismu: »Mislila sem, da so dobri vzorniki, a nisem mogla živeti po njihovih pravilih.« Njena »verska prepričanja [so pričela] izginjati« pri petnajstih letih, ko je leta 1996 zaigrala najstnico z gonorejo v televizijski seriji Bolnišnica upanja. Njeni prijatelji v cerkvi so jo kritizirali zaradi njene vloge, zaradi česar je izgubila svoje zaupanje v vero. Kakorkoli že, pravi, da kljub temu, da je zapustila cerkev, še vedno verjame v Boga.

### Razmerja in družina
Med snemanjem serije Temni angel januarja 2000 je Jessica Alba pričela s triletnim razmerjem s svojim soigralcem, Michaelom Weatherlyjem, razmerjem, ki je veliko pozornosti javnosti pritegnilo zaradi dvanajstletne razlike med partnerjema. Michael Weatherly jo je zasnubil na njen dvajseti rojstni dan in Jessica Alba je pristala. Avgusta 2003 sta oznanila, da sta končala s svojim razmerjem. Julija 2007 je Jessica Alba o razhodu dejala: »Ne vem, zakaj [sem se zaročila]. Bila sem devica. Bil je dvanajst let starejši od mene. Mislila sem, da je pametnejši. Moji starši niso bili veseli. So zelo verni. Verjameta, da Bog ne bi dopustil, da se Biblijo napiše, če to ni nekaj, v kar morajo verjeti. Sama sem popolnoma drugačna.« Jessica Alba je nekoč dejala, da si za svojega idealnega partnerja predstavlja precej starejšega moškega, kot so Morgan Freeman, Sean Connery, Robert Redford in Michael Caine. Povedala je: »Privlačijo me starejši moški. So ob meni in vejo veliko več.«
Jessica Alba je Casha Warrena, sina igralca Michaela Warrena, spoznala na snemanju filma Fantastični štirje leta 2004. Poročila sta se v ponedeljek, 19. maja 2008 v Los Angelesu. Imata dve hčerki: Honor Marie Warren (roj. 2008) in Haven Garner Warren (roj. 2011). Prve fotografije Honor Marie je objavila revija OK! julija 2008, za fotografije pa naj bi paru plačali 1,5 milijonov $. Jessica Alba je dejala, da si želi imeti še več otrok.

### Dobrodelna dela in politika
Jessica Alba je leta 2005 sodelovala z dobrodelno organizacijo Amfar, ki se bori proti AIDS-u, kar so oznanili na filmskem festivalu v Cannesu. Ves dobiček kampanje, pri kateri je sodelovala, je organizacija namenila ameriškim raziskavam bolezni.
Jessica Alba je sodelovala tudi pri dobrodelnih kampanijah Clothes Off Our Back, Habitat for Humanity, National Center for Missing and Exploited Children, Project HOME, RADD, Revlon Run/Walk for Women, SOS Children Villages, Soles4Souls in Step up. Med državnimi volitvami leta 2008 je podpirala demokrata Baracka Obamo. Je ambasadorka podjetja 1Goal za pomoč pri izobraževanju afriških otrok.
Jessica Alba je za kampanjo Declare Yourself, s katero so želeli mlade spodbuditi k temu, da bi na državnih volitvah leta 2008 volili, posnela serijo fotografij s temo na suženjstvo. Fotografije je posnel Mark Liddell, na njih pa je bila zavita v črn trak, zaradi česar je pritegnila veliko medijske pozornosti. Oglas so opisali kot »šokanten«. Jessica Alba je dejala, da je snemanje fotografij »sploh ni prestrašilo«. Povedala je tudi: »Mislim, da je pomembno, da mladi ljudje vedo, da jih država potrebuje tudi politično. Ljudje pa mislijo, da so fotografije šokantne.«
Julija 2009 je med snemanjem filma Morilec v meni v Oklahomi povzročila spor med prebivalci zaradi objavljenih plakatov o morskih psih. Jessica Alba je dejala, da je skušala pritegniti pozornost izumirajoči vrsti belih morskih psov. Mediji so govorili, da jo bodo obtožili vandalizma. 16. junija 2009 je oklahomska policija dejala, da je ne bodo obtožili zaradi nobenega kriminalnega dejanja, saj nobeden izmed prebivalcev ni vztrajal pri tem. Jessica Alba je v reviji People izdala opravičilo in dejala, da obžaluje svoja dejanja. Kasneje je donirala več kot 500 $ organizaciji United Way, ki se je tudi sama borila za zaščito morskih psov.
Leta 2011 je Jessica Alba sodelovala pri dvodnevnem prizadevanju za razveljavitev zakona o nadzoru nad strupenimi snovmi, sprejetem leta 1976.

## Filmografija

### Filmi
| Leto | Naslov                                       | Vloga                          | Opombe          |
| ---- | -------------------------------------------- | ------------------------------ | --------------- |
| 1994 | Camp Nowhere                                 | Gail                           | Filmski prvenec |
| 1995 | Venus Rising                                 | Mlada Eve                      |                 |
| 1999 | P.U.N.K.S.                                   | Samantha Swoboda               |                 |
| 1999 | Prvi poljub                                  | Kirsten Liosis                 |                 |
| 1999 | Idle Hands                                   | Molly                          |                 |
| 2000 | Paranoid                                     | Chloe                          |                 |
| 2003 | Slovar v postelji                            | Selima                         |                 |
| 2003 | Cukrček                                      | Honey Daniels                  |                 |
| 2005 | Mesto greha                                  | Nancy Callahan                 |                 |
| 2005 | Fantastični štirje                           | Sue Storm / Nevidna bejba      |                 |
| 2005 | V nevarni modrini                            | Sam                            |                 |
| 2007 | Napumpana                                    | Ona                            | Cameo           |
| 2007 | Fantastični štirje: Prihod Srebrnega letalca | Sue Storm / Nevidna bejba      |                 |
| 2007 | The Ten                                      | Liz Anne Blazer                |                 |
| 2007 | Predzakonske zdrahe                          | Cam Wexler                     |                 |
| 2007 | Awake                                        | Sam Lockwood                   |                 |
| 2008 | Oko                                          | Sydney Wells                   |                 |
| 2008 | Meet Bill                                    | Lucy                           |                 |
| 2008 | Ljubezenski guru                             | Jane Bullard                   |                 |
| 2010 | Valentinovo                                  | Morely Clarkson                |                 |
| 2010 | Morilec v meni                               | Joyce Lakeland                 |                 |
| 2010 | Mačeta                                       | Posebna agentka Sartana Rivera |                 |
| 2010 | An Invisible Sign                            | Mona Gray                      |                 |
| 2010 | Njuna družina                                | Andi Garcia                    |                 |
| 2011 | Mali vohuni 4                                | Marissa Wilson                 |                 |

### Televizija
| Leto        | Naslov                       | Vloga                | Opombe |
| ----------- | ---------------------------- | -------------------- | --- |
| 1994        | Tajni svet Alex Mack         | Jessica              | »School Dance« (sezona 1, epizoda 5) »Hoop War« (sezona 1, epizoda 2) »The Accident« (sezona 1, epizoda 1) |
| 1995 – 1997 | Flipper                      | Maya Graham          | Stranska igralka                                                                                           |
| 1996        | ABC Afterschool Special      | Christy              | »Too Soon for Jeff« (sezona 25, epizoda 1)                                                                 |
| 1996        | Bolnišnica upanja            | Florie Hernandez     | »Sexual Perversity in Chicago Hope« (sezona 2, epizoda 18)                                                 |
| 1998        | Brooklyn South               | Melissa Hauer        | »Exposing Johnson« (sezona 1, epizoda 12)                                                                  |
| 1998        | Beverly Hills, 90210         | Leanne               | »Making Amends« (sezona 8, epizoda 23) »The Nature of Nurture« (sezona 8, epizoda 25)                      |
| 1998        | The Love Boat: The Next Wave | Layla                | »Remember?« (sezona 1, epizoda 2)                                                                          |
| 2000 – 2002 | Temni angel                  | Max Guevara / X5-452 | Glavna vloga                                                                                               |
| 2003        | MADtv                        | Jessica Simpson      | »Epizoda #9.5« (sezona 9, epizoda 5)                                                                       |
| 2004        | Priskledniki                 | Ona                  | »The Review« (sezona 1, epizoda 2)                                                                         |
| 2005        | Trippin'                     | Ona                  | »Costa Rica« (sezona 1, epizoda 6) »Honduras« (sezona 1, epizoda 5)                                        |
| 2009        | Pisarna                      | Sophie               | »Stress Relief« (sezona 5, epizoda 15)                                                                     |

## Nagrade in nominacije
| Leto | Nagrada                                  | Kategorija | Delo                                                                       | Osvojila? |
| ---- | ---------------------------------------- | --- | -------------------------------------------------------------------------- | --------- |
| 1998 | YoungStar Awards                         | Najboljši nastop mlade igralke v televizijski seriji | Flipper                                                                    | Ne        |
| 2001 | Alma Award                               | Prebojna igralka leta | /                                                                          | Da        |
| 2001 | Alma Award                               | Izstopajoča igralka v televizijski seriji | Temni angel                                                                | Ne        |
| 2001 | Saturn Award                             | Najboljša televizijska igralka | Temni angel                                                                | Ne        |
| 2001 | Zlati globus                             | Najboljši nastop igralke v televizijski seriji - Drama | Temni angel                                                                | Ne        |
| 2001 | TV Guide Award                           | Igralka leta v novi seriji | Temni angel                                                                | Ne        |
| 2001 | TV Guide Award                           | Prebojna zvezdnica leta | Temni angel                                                                | Da        |
| 2001 | Young Artist Award                       | Najboljši nastop televizijske serije v drami - Glavna mlada igralka | Temni angel                                                                | Ne        |
| 2001 | Teen Choice Award                        | Izbira televizijske igralke | Temni angel                                                                | Da        |
| 2001 | Teen Choice Award                        | Izbira televizijske igralke | Temni angel                                                                | Ne        |
| 2002 | Alma Awards                              | Izstopajoča igralka v televizijski seriji | Temni angel                                                                | Ne        |
| 2002 | Saturn Award                             | Najboljša igralka v televizijski seriji | Temni angel                                                                | Ne        |
| 2002 | Kids' Choice Award                       | Najljubša ženska akcijska herojinja | Temni angel                                                                | Ne        |
| 2002 | Teen Choice Award                        | Izbira televizijske igralke - Drama | Temni angel                                                                | Ne        |
| 2003 | DVD Exclusive Award                      | Najboljša igralka v televizijskem filmu | Slovar v postelji                                                          | Da        |
| 2004 | Teen Choice Award                        | Izbira filmske šminke | Cukrček                                                                    | Ne        |
| 2004 | Teen Choice Award                        | Izbira filmske kemije (skupaj z Mekhijem Phiferjem) | Cukrček                                                                    | Ne        |
| 2004 | Teen Choice Award                        | Izbira filmske igralke - Drama/Akcijska avantura | Cukrček                                                                    | Ne        |
| 2004 | Teen Choice Award                        | Izbira preboja filmske zvezde - Ženska | Cukrček                                                                    | Ne        |
| 2005 | Teen Choice Award                        | Izbira filmske igralke: Akcijska avantura/Triler | Mesto greha                                                                | Ne        |
| 2005 | Young Hollywood Award                    | Superzvezdnica jutrišnjega dne | /                                                                          | Da        |
| 2006 | Alma Awards                              | Izstopajoča stranska igralka v filmu | Mesto greha                                                                | Ne        |
| 2006 | Saturn Award                             | Najboljša stranska igralka | Mesto greha                                                                | Ne        |
| 2006 | Broadcast Film Critics Association Award | Najboljša igralska zasedba (skupaj z Devon Aoki, Beniciom Del Torom, Mickeyjem Rourkeom, Alexis Bledel, Cliveom Owenom, Rosario Dawson, Bruceom Willisom, Brittany Murphy, Jamiejem Thomasom Kingom, Nickom Stahlom in Elijahom Woodom) | Mesto greha                                                                | Ne        |
| 2006 | Imagen Foundation Award                  | Najboljša igralka | Fantastični štirje                                                         | Ne        |
| 2006 | Kids' Choice Award                       | Najljubša filmska igralka | Fantastični štirje                                                         | Ne        |
| 2006 | MTV Movie Award                          | Najboljša herojinja | Fantastični štirje                                                         | Ne        |
| 2006 | MTV Movie Award                          | Najboljša skupina na ekranu (skupaj z Ioanom Gruffuddom, Chrisom Evansom in Michaelom Chiklisom) | Fantastični štirje                                                         | Ne        |
| 2006 | MTV Movie Award                          | Najprivlačnejši nastop | Mesto greha                                                                | Da        |
| 2006 | Zlata malina                             | Najslabša igralka | Fantastični štirje in V nevarni modrini                                    | Ne        |
| 2006 | Teen Choice Award                        | Izbira filmske igralke: Drama/Akcijska avantura | Fantastični štirje                                                         | Ne        |
| 2007 | TV Land Award                            | Ženska zvezda velikih in malih ekranov | /                                                                          | Ne        |
| 2007 | Teen Choice Award                        | Izbira filmske igralke: Akcijska avantura | Fantastični štirje: Prihod Srebrnega letalca                               | Ne        |
| 2007 | Teen Choice Award                        | Izbira najprivlačnejše ženske | Fantastični štirje: Prihod Srebrnega letalca                               | Ne        |
| 2008 | Kids' Choice Award                       | Najljubša ženska filmska zvezdnica | Fantastični štirje: Prihod Srebrnega letalca                               | Da        |
| 2008 | People's Choice Award                    | Najljubša glavna ženska igralka | /                                                                          | Ne        |
| 2008 | People's Choice Award                    | Najljubša ženska akcijska zvezdnica | /                                                                          | Ne        |
| 2008 | Zlata malina                             | Najslabša igralka | Awake, Predzakonske zdrahe in Fantastični štirje: Prihod Srebrnega letalca | Ne        |
| 2008 | Zlata malina                             | Najslabši par na ekranu (skupaj s Haydenom Christensenom, Daneom Cookom in Ioanom Gruffuddom) | Awake, Predzakonske zdrahe in Fantastični štirje: Prihod Srebrnega letalca | Ne        |
| 2008 | Teen Choice Award                        | Izbira filmske igralke: Grozljivka/Triler | Oko                                                                        | Da        |
| 2009 | Zlata malina                             | Najslabša igralka | Oko in Ljubezenski guru                                                    | Ne        |
| 2011 | Alma Award                               | Najljubša filmska igralka - Drama/Pustolovščina | Mačeta                                                                     | Ne        |
| 2011 | Zlata malina                             | Najslabša stranska igralka | Njuna družina, Valentinovo, Mačeta in Morilec v meni                       | Da        |